# K-statistik
K-statistik är, inom statistiken, en minimum-varians-icke-biasestimator av en kumulant.